# عادل خضير
عادل خضر حافظ الموسوي (من مواليد 1 يوليو 1954 - البصرة)، والمعروف باسم عادل خضير، هو مدرب كرة قدم عراقي ولاعب دولي سابق، لعب كمدافع ولاعب خط وسط، لعب مع منتخب العراق لكرة القدم، لعب في أولمبياد موسكو عام 1980، ولعب في كأس الخليج العربي الخامس عام 1979 وسجل هدفين، الهدف الأول في مرمى الإمارات والثاني في مرمى عمان. في عام 1980 حصل على لقب أفضل لاعب في تصفيات موسكو في بغداد. وكان ضمن التشكيلة الافضل كمدافع يسار في بطولة العالم العسكري 1977  وكان يلعب مع نادي الميناء العراقي.
درب العديد من الأندية البحرينية وحقق معها نتائج ممتازة منذ عام 2003، ومنها: المالكية، والتضامن ، والاتفاق ، نادي الرفاع الشرقي.

## الأهداف الدولية
| هدف | تاريخ          | مكان                                                      | المنافس                  | النتيجة | الحصيلة | منافسة                          | مرجع |
| --- | -------------- | --------------------------------------------------------- | ------------------------ | ------- | ------- | ------------------------------- | ---- |
| 1   | 4 أبريل 1979   | ملعب الشعب الدولي، بغداد، العراق                          | الإمارات العربية المتحدة | 5–0     | 5–0     | كأس الخليج العربي 5             |      |
| 2   | 6 أبريل 1979   | ملعب الشعب الدولي، بغداد، العراق                          | عمان                     | 6–0     | 7–0     | كأس الخليج العربي 5             |      |
| 3   | 28 مارس 1980   | ملعب الشعب الدولي، بغداد، العراق                          | اليمن الجنوبي            | 3–0     | 3–0     | تصفيات أولمبياد 1980            |      |
| 4   | 30 مارس 1981   | ملعب الأمير فيصل بن فهد، الرياض، المملكة العربية السعودية | سوريا                    | 2–1     | 2–1     | تأهل كأس العالم لكرة القدم 1982 |      |
| 5   | 24 أغسطس 1981  | ملعب الشعب الدولي، بغداد، العراق                          | غينيا                    | 2–2     | 2–2     | ودية دولية                      |      |
| 6   | 16 سبتمبر 1981 | ملعب اتحاد كرة قدم كوالالمبور، كوالالمبور، ماليزيا        | تايلاند                  | 7–1     | 7–1     | بيستابولا ميرديكا 1981          |      |

## روابط خارجية
- عادل خضير على موقع كووورة
- عادل خضير على موقع أوليمبيديا (الإنجليزية)